# هاجيوارا هيروميتشي
هاجيوارا هيروميتشي (باليابانية: 萩原広道) هو ناقد أدبي وكاتب وفيلسوف وشاعر ياباني، ولد في 29 مارس 1815 في أوكاياما في اليابان، وتوفي في 11 يناير 1863.